# Isoniazida/piridoxina/sulfametoxazol/trimetoprim
Isoniazida/piridoxina/sulfametoxazol/trimetoprim (HAB/B6/CTX) é uma combinação de dose fixa de medicação para a prevenção de infecções oportunistas em HIV/AIDS. Ela combina isoniazida, piridoxina, sulfametoxazol e trimetoprim. Especificamente, é usada para prevenir a tuberculose, toxoplasmose, pneumonia, malária, e isosporíase. Ela é tomado por via oral.
Efeitos colaterais podem incluir dificuldade em concentrar-se, dormência, vómitos e erupção cutânea. Graves efeitos secundários podem incluir problemas de fígado. Cautela pode ser necessária em pessoas com deficiência de G6PD. Embora não tenha sido bem estudada, o uso na gravidez ainda não indicou problemas.
Faz parte da Lista de Medicamentos Essenciais da Organização Mundial de Saúde, uma lista dos mais eficazes e seguros medicamentos que são necessários em um sistema de saúde. Um ano de medicação tem um custo estimado de cerca de 15 dólares no mundo em desenvolvimento desde 2016. Ao passo que os benefícios incluem uma pessoa ser capaz de tomar menos comprimidos, não está claro se esta versão muda a adesão de uma pessoa ao tratamento. Outros estudos, no entanto, têm encontrado combinações de dose fixa para são úteis para este propósito.